# Karlos Arguiñano
Karlos Arguiñano Urkiola (Beasáin, Guipúzcoa, España, 6 de septiembre de 1948) es un cocinero, presentador de televisión, escritor, empresario y actor ocasional español.
Desde el 20 de septiembre de 2010 presenta en Antena 3, el programa Cocina abierta de Karlos Arguiñano (hasta 2019 llamado Karlos Arguiñano en tu cocina). El programa lo lleva presentando desde 1990 y es todo un pionero en este formato, con diferentes títulos en ETB2, Telenorte, TVE Internacional, La 1, Telecinco, ATC, Canal 13, ETB1, La 2 y Nova.
El guipuzcoano fue uno de los profesionales que junto a Juan Mari Arzak y Pedro Subijana fundaron en la década de 1970 la denominada Nueva Cocina Vasca. Además, ostentó la prestigiosa Estrella Michelín durante dieciséis años (1982 – 1998). Su restaurante en Zarauz es en la actualidad todo un referente.
Actualmente hace a través de Bainet Media el programa Cocina abierta de Karlos Arguiñano para emitirse a través de Atresmedia principalmente Antena 3 y Nova.

## Biografía
Es el mayor de los cuatro hijos —Loinaz, María José y Eva,— de Jesús Arguiñano Arzoz (1916-¿?), taxista y de Pepi Urkiola Beloqui (1926-2020) modista. Su padre había luchado como requeté en la guerra civil española y también estuvo en la División Azul. Nació en Beasáin (Guipúzcoa) el 6 de septiembre de 1948, aunque reside desde joven en la villa costera guipuzcoana de Zarauz, donde tiene su hotel-restaurante. También está muy vinculado a Navarra, provincia de la que procede toda su familia paterna (de Morentin, en concreto), y con La Rioja, de donde procede su mujer, María Luisa Ameztoy Alfaro, con la que lleva casado desde 1971.
Muestra aptitudes en la cocina desde los siete años, cuando ayudaba a su madre Pepi.
Cursó estudios primarios en los Benedictinos de Lazcano (Guipúzcoa) y posteriormente estudios de maestría industrial. 
Trabajó en la fábrica de trenes de Beasáin (CAF) como chapista. Según declaró en una entrevista, decidió que tenía que dejarlo cuando un empleado le preguntó si era él quien soldaba las puertas "porque se abren en las curvas". Con 16 años se apuntó a las clases de cocina de José Castillo, en el hostal Castillo en Beasáin. A la edad de 17 años y durante tres años, toma clases en la Escuela de Hostelería del Hotel Euromar, en Zarauz, dirigido por Luis Irizar, donde coincidió con los chefs Pedro Subijana, Enrique San José y Ramón Roteta. 
Entre 1968 y 1970 trabajó en las cocinas de los hoteles Londres y María Cristina, situados en San Sebastián. Después, regentó una cafetería en Zarauz y fue director de las cocinas del Real Golf Club de la misma localidad, durante 9 años.
Durante la década de 1970 fue uno de los creadores de la Nueva Cocina Vasca junto con Juan Mari Arzak, Pedro Subijana, Tatus Fombellida, Ramón Roteta, Patxi Quintana, Ricardo Idiáquez, Pedro Gómez, Manolo Iza y Jesús Mangas, José Juan Castillo, Ramón Zugasti, Xabier Zapirain y Luis Irizar, entre 1977 y 1978.

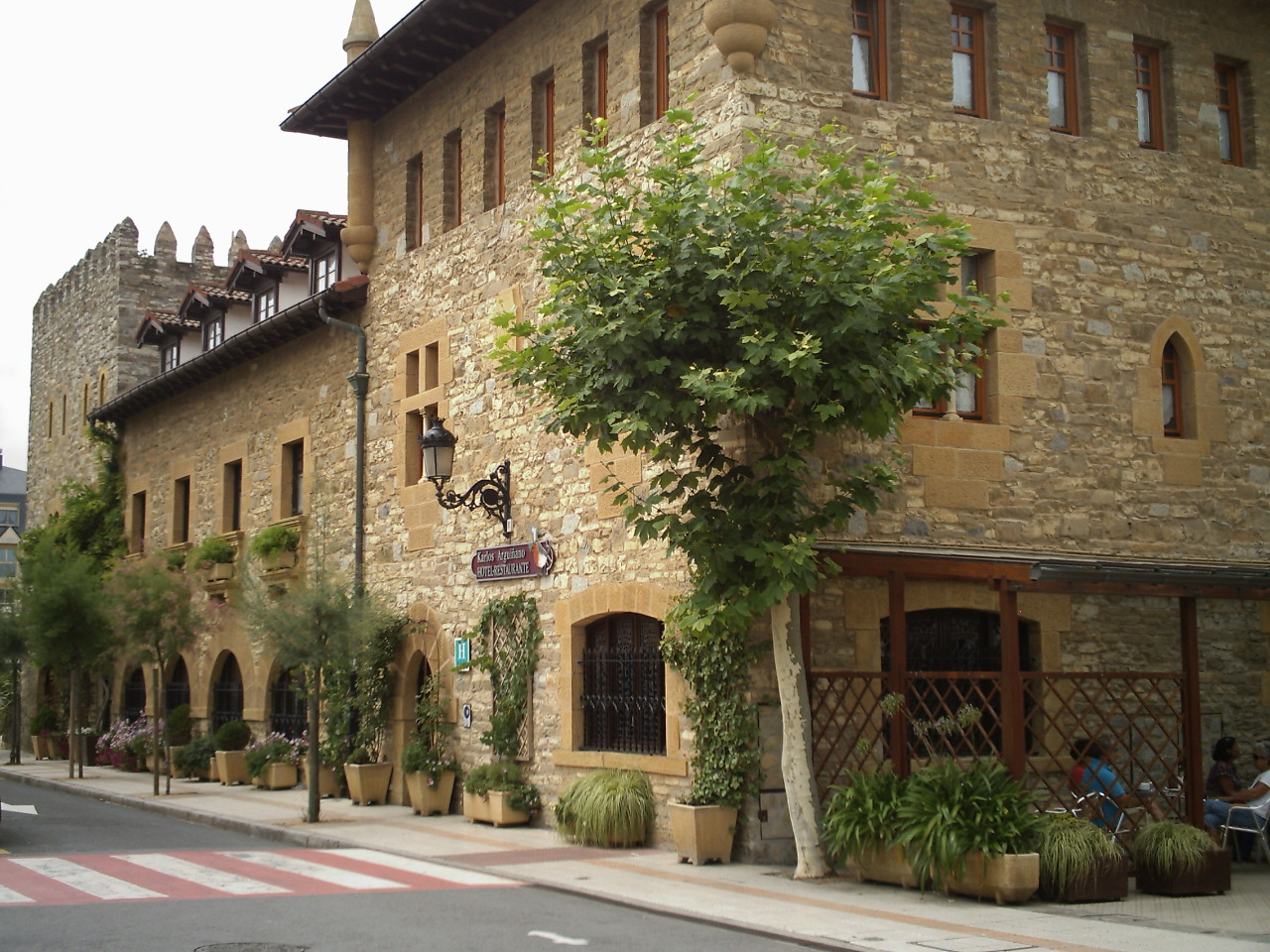
Restaurante y hotel de Karlos Arguiñano en Zarauz.

El 13 de julio de 1979 abrió un hotel restaurante en Zarauz, en un castillo construido en piedra rústica, que constituye una auténtica joya arquitectónica. En verano de 1990 amplió el restaurante, incorporando un hotel de cuatro estrellasde 12 habitaciones. En 1982 le fue concedida la Estrella Michelín, que le fue retirada en 1998. En octubre de 1996 inauguró también en Zarauz, la Escuela de Hostelería Aiala
Habla euskera de forma nativa y es bilingüe en la práctica, al igual que sus siete hijos —Eneko (1975), Zigor (1977), Karlos (1983), Martín (1984), Joseba (1985) y Amaia Arguiñano Ameztoy (1987) y María Torres (1976)— y catorce nietos.

## Obra

### Televisión
Entre abril y julio de 1989 debutó en la televisión vasca con el programa Hamalau Euskal Sukaldari. Un año después saltó a ETB2, con el programa El menú del día entre febrero de 1990 y julio de 1991.
En septiembre de 1991 fichó por RTVE para conducir en Telenorte (RTVE País Vasco), el programa El menú de cada día en Televisión Española, programa que sustituyó en la programación al clásico Con las manos en la masa. Al año siguiente, en marzo, saltó a TVE a nivel nacional, en La 1 y TVE Internacional con el programa El menú de cada día. Arguiñano recibió el TP de Oro como Personaje del Año de la revista Teleprograma en 1992 y el Premio Ondas en la categoría de Programas Nacionales de Televisión en 1993. 
Siempre en TVE, en enero de 1993 y compaginándolo con El menú de cada día el resto de la semana, los sábados por la mañana presentó un programa para enseñar cocina básica a un invitado, titulado El sábado cocino yo, antecedente del programa de Eva Arguiñano, Hoy cocinas tú. El programa diario, entre octubre de 1993 y julio de 1995, pasó a llamarse El menú de Karlos Arguiñano —y el espacio de los fines de semana se convirtió en Los sábados con fundamento—, y entre octubre de 1995 y junio de 1996 La cocina de Arguiñano. 
En junio de 1996 abandonó TVE y entre los años 1996 y 2000 trabajó a caballo entre Argentina y España. Entre 1996 y 1997 presenta el programa La cocina de Karlos Arguiñano en Argentina Televisora Color y entre 1997 y 2000 en Canal 13, con el programa Karlos Arguiñano en tu cocina. Paralelamente, en enero de 1997 ficha por Telecinco, donde permaneció hasta febrero de 1998 y luego regresó entre febrero de 1999 y 2000. Durante el tiempo que él no podía estar en el programa, el programa adquiría el título Cocina con fundamento y lo presentaban Ramón Roteta, Eva Arguiñano y Begoña Atutxa. Dicho programa se emitía de lunes a viernes en Telecinco. 
Tras regresar a España, volvió a ETB1 con el programa Otorduan, Karlos Arguiñano hasta 2002. En 2001, en Argentina, fue reemplazado por Rodolfo Ranni, quien hizo un programa de un formato similar: Rodolfo Ranni en su salsa.
En julio de 2002 regresó a TVE en La 2 con el programa La cocina de Karlos Arguiñano, saltando a La 1 entre septiembre de 2002 y julio de 2004 con dicho programa, que era emitido dentro del programa Por la mañana presentado por Inés Ballester y Manuel Giménez. En verano de 2004, el director de TVE, Juan Menor, tras tener durante dos meses encima de su mesa el contrato de renovación de su contrato con TVE con la rúbrica del propio Arguiñano, no firma el contrato y tras una prórroga del contrato de TVE del 31 de julio al 31 de agosto, Arguiñano ficha por Telecinco en septiembre de 2004, desencadenándose una guerra entre TVE, Telecinco y el propio cocinero, porque la cadena pública seguía emitiendo reposiciones de La cocina de Karlos Arguiñano, mientras que la cadena privada emitía las nuevas entregas del programa Karlos Arguiñano en tu cocina. En octubre de 2004, el Juzgado de lo Mercantil número 4 de Madrid adoptó medidas cautelares contra TVE para que suspendiera la reemisión de La cocina de Karlos Arguiñano. Tras su marcha a Telecinco, en TVE fue sustituido por Sergio Fernández.
Desde septiembre de 2004 a julio de 2010, presentó el programa Karlos Arguiñano en tu cocina de lunes a viernes en Telecinco, junto a Juan Mari Arzak como invitado de los viernes y su hermana Eva como invitada los jueves. En julio de 2010, Arguiñano rompió el contrato que lo ligaba a Gestevisión Telecinco para firmar por Atresmedia Televisión y presentar desde septiembre de 2010, Karlos Arguiñano en tu cocina — Desde septiembre de 2019, La cocina abierta de Karlos Arguiñano— en Antena 3, dejando grabados varios programas que Telecinco decidió no emitir.
Actualmente los formatos producidos por Bainet Media, entre los que se encuentra Cocina abierta de Karlos Arguiñano, se siguen emitiendo en Atresmedia Televisión en Antena 3, Antena 3 Internacional, Nova y Atresplayer.

#### Programas destacados en televisión
| Fecha                | Programa                                                    | Cadena                                     |
| -------------------- | ----------------------------------------------------------- | ------------------------------------------ |
| 1989                 | Hamalau Euskal Sukaldari (Catorce cocineros vascos)         | ETB1 (04/1989-07/1989)                     |
| 1990-1991            | El menú del día                                             | ETB2 (19/2/1990-30/8/1991)                 |
| 1991-1993            | El menú de cada día                                         | Telenorte (16/9/91-27/3/92)                |
| 1991-1993            | El menú de cada día                                         | La 1 y TVE Internacional (30/3/92-07/1993) |
| 1993-1994            | El sábado cocino yo                                         | La 1 y TVE Internacional (23/1/93-07/1994) |
| 1993-1995            | El menú de Karlos Arguiñano                                 | La 1 y TVE Internacional (10/1993-07/1995) |
| 1994-1995            | Los sábados con fundamento                                  | La 1 y TVE Internacional (10/1994-07/1995) |
| 1995-1996            | La cocina de Arguiñano                                      | La 1 y TVE Internacional (10/1995-28/6/96) |
| 1996-2000; 2004-2019 | Karlos Arguiñano en tu cocina                               | ATC (1996-1997)                            |
| 1996-2000; 2004-2019 | Karlos Arguiñano en tu cocina                               | Canal 13 (1997-2000)                       |
| 1996-2000; 2004-2019 | Karlos Arguiñano en tu cocina                               | Telecinco (6/9/04-2/7/10)                  |
| 1996-2000; 2004-2019 | Karlos Arguiñano en tu cocina                               | Antena 3 (20/9/10-6/9/19)                  |
| 1996-2000; 2004-2019 | Karlos Arguiñano en tu cocina                               | Antena 3 Internacional (20/9/10-6/9/19)    |
| 1996-2000; 2004-2019 | Karlos Arguiñano en tu cocina                               | Nova (21/9/10-13/9/19)                     |
| 1996-2000; 2004-2019 | Karlos Arguiñano en tu cocina                               | Hogar Útil TV-Hogarmanía (2010-6/9/19)     |
| 1997-1998; 2002-2004 | La cocina de Karlos Arguiñano                               | Telecinco (20/1/97-27/2/1998               |
| 1997-1998; 2002-2004 | La cocina de Karlos Arguiñano                               | La 2 (29/7/02-4/9/02)                      |
| 1997-1998; 2002-2004 | La cocina de Karlos Arguiñano                               | La 1 (5/9/02-6/10/04)                      |
| 1997-1998; 2002-2004 | La cocina de Karlos Arguiñano                               | TVE Internacional (29/7/02-6/10/04)        |
| 1999-2000            | Karlos Arguiñano con mucho gusto                            | Telecinco (2/1999-2000)                    |
| 2000-2002            | Otorduan, Karlos Arguiñano (En la comida, Karlos Arguiñano) | ETB1                                       |
| 9/9/2019-presente    | Cocina abierta de Karlos Arguiñano                          | Antena 3 (9/9/19-presente)                 |
| 9/9/2019-presente    | Cocina abierta de Karlos Arguiñano                          | Antena 3 Internacional (9/9/19-presente)   |
| 9/9/2019-presente    | Cocina abierta de Karlos Arguiñano                          | Hogar Útil TV-Hogarmanía (9/9/19-presente) |
| 9/9/2019-presente    | Cocina abierta de Karlos Arguiñano                          | Nova (16/9/19-presente)                    |

### Cine
Ha participado en varias películas como Airbag, de Juanma Bajo Ulloa (1997); Año mariano, de Karra Elejalde y Fernando Guillén Cuervo (2000), y El rey de la granja, de Carlos Zabala y Gregorio Muro (2002).

#### Filmografía
| Año  | Película            | Director                                 |
| ---- | ------------------- | ---------------------------------------- |
| 2023 | Irati               | Paul Urkijo                              |
| 2002 | El rey de la granja | Carlos Zabala y Gregorio Muro            |
| 2000 | Año mariano         | Karra Elejalde y Fernando Guillén Cuervo |
| 1997 | Airbag              | Juanma Bajo Ulloa                        |

## Otras actividades
Karlos Arguiñano ha promocionado la cocina en general y la española en particular por diferentes países: Argentina, Estados Unidos, México, Suecia, Italia, Suiza, Alemania, Francia, etc. Ha impartido clases de cocina, cursillos, participado en jurados gastronómicos, conferencias, mesas redondas o charlas.
Desde 2005 es propietario de la Bodega K5 en Aya (Guipúzcoa), una bodega que cuenta con más de 15 hectáreas de viñedo de uva hondarrabi zuri, que es una variedad de uva blanca autóctona del País Vasco.
Tiene una gran afición por el mundo del motor, y por ello entre 2011 y 2017, tuvo su propia escudería en el Mundial de Motociclismo, llamada Arguiñano & Ginés Racing Team (AGR Team) con presencia en Moto2 y Moto3, aunque tuvo que cerrar el equipo por cuestiones económicas y trasladarlo al CEV.
Es también uno de los propietarios accionistas, a través de su empresa Bainet Media, del canal de televisión Hamaika Telebista (disponible en TDT y en streaming a través de Internet), primer canal privado en emitir en vasco la totalidad de su programación.

### Libros
Ha escrito varios libros orientados a la cocina fácil. Su empresa, Bainet, es responsable tanto de su programa de televisión como de sus libros de cocina. Publica también libros de Arzak, Eva Arguiñano (hermana de Karlos y colaboradora semanal antes de tener su propio programa) y Mikel Corcuera, entre otros. También publica libros de recetas con Editorial Planeta.
| Año        | Título                                                                | Editorial                 | Notas                       |
| ---------- | --------------------------------------------------------------------- | ------------------------- | --------------------------- |
| 1992       | El menú de cada día                                                   | Ediciones del Serbal      |                             |
| 1993       | La cocina de Karlos Arguiñano                                         | Editorial América Ibérica |                             |
| 1993       | La cocina fácil de Karlos Arguiñano                                   | Editorial Planeta         |                             |
| 1993       | La cocina con Karlos Arguiñano                                        | Editorial Planeta         |                             |
| 1993       | El menú de cada día 2                                                 | Ediciones del Serbal      |                             |
| 1995       | La despensa de Karlos Arguiñano                                       | Editorial Espasa          |                             |
| 1996       | 1069 Recetas                                                          | Editorial Asegarce Debate |                             |
| 1997       | Karlos Arguiñano en tu cocina Argentina                               | Editorial Elkano Debate   |                             |
| 1997       | La cocina divertida de Karlos Arguiñano 1                             | Editorial Asegarce Debate |                             |
| 1998       | La cocina divertida de Karlos Arguiñano 2                             | Editorial Asegarce Debate |                             |
| 1998       | 100 menús de temporada                                                | Editorial Asegarce Debate |                             |
| 1998       | Karlos Arguiñano en tu cocina                                         | Editorial Elkano Debate   |                             |
| 1999       | Escuela de cocina y de la buena mesa                                  | Editorial Asegarce Debate | Con Juan Mari Arzak         |
| 1999       | 70 menús ricos, ricos para Argentina                                  | Editorial Elkano Debate   |                             |
| 1999       | Recetas ricas, recetas sanas                                          | Editorial Asegarce Debate | Con Fundación Grande Covian |
| 2000       | Guías de alimentación y nutrición                                     | Editorial Asegarce Debate |                             |
| 2002       | La cocina de Karlos Arguiñano                                         | Bainet Editorial          |                             |
| 2003       | 1069 Recetas                                                          | Bainet Editorial          |                             |
| 2003       | 100 menús de temporada                                                | Bainet Editorial          |                             |
| 2003       | Recetas ricas, recetas sanas                                          | Bainet Editorial          | Con Fundación Grande Covian |
| 2003       | Cocinando con Karlos Arguiñano                                        | Bainet Editorial          |                             |
| 2004       | Recetas de temporada                                                  | Bainet Editorial          |                             |
| 2004       | Comer sano y con fundamento                                           | Bainet Editorial          |                             |
| 2004       | Mis recetas favoritas                                                 | Bainet Editorial          |                             |
| 2005       | Karlos Arguiñano en tu cocina                                         | Bainet Editorial          |                             |
| 2006       | Comer sano: reducir el colesterol                                     | Bainet Editorial          | Con Fundación Grande Covian |
| 2006       | Comer sano: stop a la obesidad                                        | Bainet Editorial          | Con Fundación Grande Covian |
| 2006       | Gran recetario                                                        | Bainet Editorial          |                             |
| 2007       | Comer sano: controlar la diabetes                                     | Bainet Editorial          | Fundación Grande Covian     |
| 2007       | Comer sano: regular la hipertensión arterial                          | Bainet Editorial          | Fundación Grande Covian     |
| 2007       | La cocina fresca                                                      | Bainet Editorial          |                             |
| 2007       | Atrévete a cocinar: La forma más fácil de aprender                    | Bainet Editorial          |                             |
| 2008       | Cocina express: Recetas para olla a presión                           | Bainet Editorial          |                             |
| 2008       | Comer sano: prevenir la osteoporosis                                  | Bainet Editorial          | Con Fundación Grande Covian |
| 2008       | Comer sano: combatir el estreñimiento                                 | Bainet Editorial          | Con Fundación Grande Covian |
| 2009       | La cocina vasca                                                       | Bainet Editorial          |                             |
| 2010       | 1069 Recetas - Edición Especial XX Aniversario                        | Bainet Editorial          |                             |
| 2012       | Como en casa. Recetas para triunfar cocinando                         | Bainet Editorial          |                             |
| 6/11/2014  | En familia con Karlos Arguiñano                                       | Editorial Planeta         |                             |
| 5/11/2015  | A mi manera: Las recetas fundamentales de la cocina regional española | Editorial Planeta         |                             |
| 8/11/2016  | Sabores de siempre: Las recetas que no pasan de moda                  | Editorial Planeta         |                             |
| 7/11/2017  | La alegría de cocinar: Recetas para disfrutar y comprender            | Editorial Planeta         |                             |
| 13/11/2018 | 1000 recetas de oro                                                   | Editorial Planeta         |                             |
| 12/11/2019 | Cocina día a día                                                      | Editorial Planeta         |                             |
| 10/11/2020 | La buena cocina                                                       | Editorial Planeta         |                             |
| 10/11/2021 | La cocina de tu vida                                                  | Editorial Planeta         |                             |
| 9/11/2022  | Cocina fácil y rico                                                   | Editorial Planeta         |                             |
| 15/11/2023 | Cocina de 10 con Karlos Arguiñano                                     | Editorial Planeta         |                             |

## Premios
| Año         | Premio                        | Categoría                                   | Por                                        | Resultado |
| ----------- | ----------------------------- | ------------------------------------------- | ------------------------------------------ | --------- |
| 1982 - 1998 | Guía Michelín                 | Estrella Michelín                           | Hotel - Restaurante de Karlos Arguiñano    | Ganador   |
| 1992        | TP de Oro                     | Personaje Revelación                        | El menú de cada día de La 1                | Ganador   |
| 1993        | Premios Ondas                 | Nacionales de Televisión                    | El menú de cada día de La 1                | Ganador   |
| 2005        | Premios Iris                  | Comunicador de Programas de Entretenimiento | Karlos Arguiñano en tu cocina de Telecinco | Nominado  |
| 2015        | Antena de Oro                 | Televisión                                  | Karlos Arguiñano en tu cocina de Antena 3  | Ganador   |
| 2021        | Premio Nacional de Televisión | Premio Nacional de Televisión               | A título personal                          | Ganador   |